# ديرك نوفيتسكي

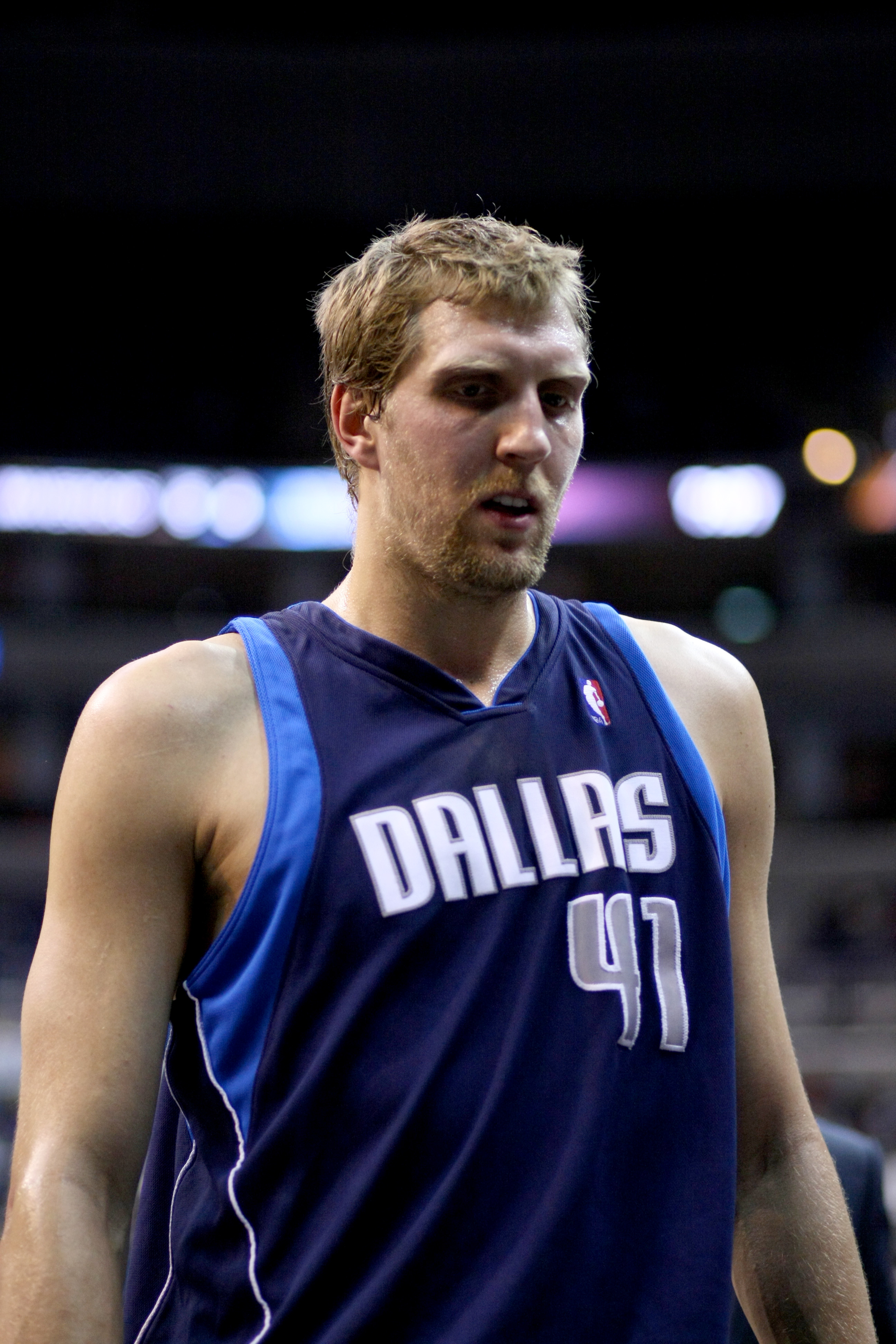
ديرك نوفيتسكي

ديرك نوفيتسكي (بالألمانية: Dirk Nowitzki) (ولد في 19 يونيو 1978) هو لاعب كرة سلة لفريق دالاس مافيريكس والمنتخب الوطني الألماني لكرة السلة.
حصل على لقب دوري المحرفين الأمريكي لكرة السلة مع فريقه دالاس مافريكس موسم 2010-2011 وتحصل على لقب أفضل لاعب في النهائي وذلك لدوره الكبير لتحقيق هذا الإنجاز وهو الأول للفريق في تاريخه منذ تاسيسه عام 1980

## روابط خارجية
- ديرك نوفيتسكي على موقع IMDb (الإنجليزية)
- ديرك نوفيتسكي على موقع الموسوعة البريطانية (الإنجليزية)
- ديرك نوفيتسكي على موقع ألو سيني (الفرنسية)
- ديرك نوفيتسكي على موقع أول موفي (الإنجليزية)
- ديرك نوفيتسكي على موقع إن إن دي بي (الإنجليزية)
- ديرك نوفيتسكي على موقع الاتحاد الدولي لكرة السلة (الإنجليزية)
- ديرك نوفيتسكي على موقع إن بي أي (الإنجليزية)
- ديرك نوفيتسكي على موقع سبورتس رفرنس (الإنجليزية)
- ديرك نوفيتسكي على موقع كرة السلة الأوروبية.كوم (الإنجليزية)
- ديرك نوفيتسكي على موقع إي إس بي إن.كوم (الإنجليزية)
- ديرك نوفيتسكي على موقع ريلجم (الإنجليزية)
- ديرك نوفيتسكي على موقع بروبوليرز (الإنجليزية)
- ديرك نوفيتسكي على موقع سبورتس رفرنس (الإنجليزية)
- ديرك نوفيتسكي على موقع اللجنة الأولمبية الدولية (الإنجليزية)
- ديرك نوفيتسكي على موقع أوليمبيديا (الإنجليزية)